# Organizația Statelor Americane
     membri fondatori
     membri ulteriori
     membri suspendaţi

membri fondatori
membri ulteriori
membri suspendaţi

Organizația Statelor Americane (en. Organization of American States, abreviat OAS sau OEA, după celelalte trei limbi oficiale) este o organizație internațională, cu sediul la Washington, D.C., Statele Unite ale Americii. Această organizație cuprinde din 35 de state independente din ambele Americi, dar participarea Hondurasului a fost suspendată în urmare a loviturii de stat din 28 iunie 2009.
Membrii activi ai Organizației Statelor Americane sunt: Antigua și Barbuda, Argentina, Bahamas, Barbados, Belize, Bolivia, Brazilia, Canada, Chile, Columbia, Costa Rica, Cuba, Dominica, Ecuador, El Salvador, Grenada, Guatemala, Guyana, Haiti, Honduras, Jamaica, Mexic, Nicaragua, Panama, Paraguay, Peru, Republica Dominicană, SUA, Sf. Cristofor și Nevis, Sf. Vincențiu și Grenadine, Sfânta Lucia, Surinam, Trinidad și Tobago.
Limbile oficiale sunt: franceza, spaniola, olandeza, engleza, portugheza.